# Ramon Anglasell i Serrano
Ramon Anglasell i Serrano (Barcelona, 1820 - Premià de Dalt, 1863) fou un professor universitari d'economia. Fill d'una família benestant.
Va ser un alumne distingit d'Eudald Jaumeandreu entre 1837-1838 i es va llicenciar en dret el 1843. A partir del 1846 era professor interí d'economia a la Universitat de Barcelona. El 1851 va guanyar la càtedra a Santiago de Compostel·la, substituint d'aquesta manera el professor Manuel Colmeiro Penido. El 1853 Anglasell tornava a Barcelona per substituir Laureà Figuerola (el qual marxava a Madrid).
El seu únic llibre fou el Compendio de las lecciones de economía política publicat el 1858, on es mostrà partidari de l'escola escocesa defensada per Llorenç i Barba, de la subordinació de la ciència econòmica al cristianisme, i d'un proteccionisme temporal que mai arribés a la prohibició dels productes estrangers. Acceptava les teories del comerç exterior d'Adam Smith i de J. B. Say, i rebutjava les idees utòpiques d'Étienne Cabet, Morell, el comte de Saint-Simon, Proudhon i l'historiador Sismondi. La resta dels seus textos foren sempre menors.
Era membre de diverses entitats: Vicepresident de l'Econòmica, membre de l'acadèmia de Bones Lletres i de l'acadèmia de Jurisprudència. També fou regidor de Barcelona el 1847, i diputat a les Corts per la mateixa el 1863.